# Euthalia garuda
Euthalia garuda är en fjärilsart som beskrevs av Moore 1857. Euthalia garuda ingår i släktet Euthalia och familjen praktfjärilar. Inga underarter finns listade i Catalogue of Life.